# Ingo Paš
Ingo Paš, właściwie Ingo Falk Pasch Wallersberg (ur. 14 stycznia 1941 w Berlinie, zm. 7 grudnia 2021 w Ljubljanie) – słoweński polityk, prawnik i publicysta.

## Życiorys
Syn niemieckiego działacza podziemia w czasie II wojny światowej Hansa Georga Pascha, który był trzecim mężem polskiej aktorki Iny Benity. Minister ds. turystyki i hotelarstwa w pierwszym rządzie Republiki Słowenii (1990–1992). Członek Partii Liberalnej.